# Списак теленовела емитованих у Србији
На српским телевизијама до 2019. године приказанo је преко 230 теленовела.

## Списак по продукцијама:

### (Русија):
- Кнегиња Анастасија

### (Хрватска):
- Вила Марија
- Закон љубави
- Љубав у залеђу (хрв. Ljubav u zaleđu)
- Обични људи
- Понос Раткајевих (хрв. Ponos Ratkajevih)

### (Аргентина):
- Двострука игра (шп. Doble vida)

### (Перу):
- Лус Марија
- Повратак Лукаса
- Соледад (шп. Soledad)
- Фиорела (шп. Pobre diabla)
- Чудо љубави

### (Мексико):
- Удовице (шп. Las Aparicio)

### (Аргентина):
- Ален, месечева светлост (шп. Alen, luz de luna)
- Антонела (шп. Antonella)
- Девет месеци (шп. Nueve lunas)

### БК(Србија):
- Јелена

### (Чиле):
- Заводници (шп. Machos)

### (Колумбија):
- Луна
- Маријана и Скарлет (шп. Mariana & Scarlett)

### (Аргентина):
- Амор латино (шп. Amor latino)

- ЛаЛола (шп. LaLola)
- Склониште (шп. El refugio)

- Ружно паче (шп. Patito feo)

### (Перу):
- Скандал (шп. Escándalo)

### (Румунија):
- Аниела (рум. Aniela)
- Дарија, љубави моја (рум. Daria, iubirea mea)
- Циганско срце

### (Хрватска):
- Ларин избор (хрв. Larin izbor)
- Куд пукло да пукло (хрв. Kud puklo da puklo)
- Чиста љубав
- На граници (хрв. Na granici)

### (Сједињене Америчке Државе):
- Тинејџ вештица (енгл. Every Witch Way)
- Академија чаролија (енгл. WITS Academy)

### Пинк(Србија):
- Љубав и мржња
- Црвени месец
- Југословенка
- Династија
- Закопане тајне

### (Аргентина):
- Часни људи

### (Словенија):
- Река љубави

### (Бразил):
- Америка (порт. América)
- Бибер и чоколада (порт. Chocolate com pimenta)
- Ветрови страсти
- Вирџинија — окамењени круг (порт. Ciranda de pedra 1981)
- Госпођица (порт. Sinhá Moça 1986)
- Гуштеров осмех (порт. O sorriso do lagarto)
- Живот тече даље (порт. A vida da gente)
- Забрањена љубав
- Завет љубави
- Заљубљене жене (порт. Mulheres apaixonadas)
- Земља наде (порт. Esperança)
- Империја (порт. Império)
- Индија — љубавна прича
- Краљ сточара (порт. O Rei do Gado)
- Кућа седам жена (порт. A casa das sete mulheres)
- Лука чуда (порт. Porto dos milagres)
- Мезимица (порт. A favorita)
- Нова земља (порт. Terra nostra)
- Опсенар (порт. O astro)
- Породичне сплетке (порт. Laços de família)
- Робиња Исаура (порт. A escrava Isaura)
- Све за љубав
- Сенке греха (порт. Da cor do pecado)
- Страст и чежња (порт. Força de um desejo)
- Ураган Хилда (порт. Hilda Furacão)

### Прва(Србија):
- Погрешан човек

### ПрваиSmart Media Production(Србија):
- Истине и лажи
- Игра судбине
- Тате
- Коло среће
- Од јутра до сутра

=== Innovative production
(Србија): ===
- Игра судбине
- Мала супруга

### (Колумбија):
- Волети и живети (шп. Amar y vivir)

### (Хрватска):
- Долина сунца (хрв. Dolina sunca)
- Све ће бити добро (хрв. Sve će biti dobro)

- Не дај се, Нина (хрв. Ne daj se, Nina)
- Права жена
- Погрешан човек (хрв. Pogrešan čovjek)

### (Шпанија):
- Освета љубави
- Тајна (шп. El secreto)

### (Колумбија):
- Кафа са мирисом жене (шп. Café con aroma de mujer)
- Марија
- Ружна Бети (шп. Yo soy Betty, la fea)
- Снови и огледала (шп. Sueños y espejos)

### (Венецуела):
- Анастасија
- Касандра (шп. Kassandra)
- Љовисна (шп. Llovizna)
- Моја слатка дебељуца (шп. Mi gorda bella)
- Моје три сестре (шп. Mis tres hermanas)
- Све за љубав
- Тајанствена жена
- У туђој кожи (шп. Cambio de piel)
- Луиса Фернанда — Замке љубави

### (Мексико):
- Белинда (шп. Belinda)
- Када будеш моја (шп. Cuando seas mía)
- Каталина и Себастијан (шп. Catalina y Sebastian)
- Неверне љубави
- Плима љубави
- Председник (шп. El candidato)
- Романтична опсесија (шп. Romántica obsesión)
- Сумња (шп. La duda)

- Алборада (шп. Alborada)
- Алондра (шп. Alondra)
- Бештије (шп. Mundo de fieras)
- Бунтовници
- Валентина (шп. Soy tu duena)
- Вирхинија (шп. La esposa virgen)
- Волети до смрти (шп. Amar a muerte)
- Вољена моја (шп. Niña... amada mía)
- Врела крв (шп. Fuego en la sangre)
- Грешне душе (шп. Mi pecado)
- Двоструки живот
- Дивља мачка (шп. La gata)
- Дивља ружа (шп. Rosa salvaje)
- Друга жена
- Есмералда (шп. Esmeralda)
- Есперанса (шп. Nunca te olvidaré)
- Жена која није могла да воли (шп. La que no podía amar)
- Забрањена љубав
- Загрли ме чврсто (шп. Abrázame muy fuerte)
- Залив Акапулко (енгл. Acapulco Bay)
- Замка љубави
- Заувек заљубљени
- Злобница (шп. La usurpadora)
- И богати плачу (шп. Los ricos también lloran)
- Извор (шп. El manantial)
- Између љубави и мржње (шп. Entre el amor y el odio)
- Канди (шп. Las tontas no van al cielo)
- Кривица (енгл. The guilt)
- Луде године (шп. Clase 406)
- Љубав је вечна (шп. Mañana es para siempre)
- Љубав је коцка (шп. Apuesta por un amor)
- Љубав цигана (шп. Amor gitano)
- Љубавне везе (шп. Lazos de amor)
- Магична привлачност (шп. Sortilegio)
- Мали град Инфијерно (шп. Pueblo chico, infierno grande)
- Маријана (шп. Mariana de la noche)
- Маримар (шп. Marimar)
- Марисол (шп. Marisol)
- Маћеха (шп. La madrastra)
- Море љубави
- Напуштени анђео
- Невестин вео (шп. Velo de novia)
- Невина (шп. Inocente de ti)
- Неукротиво срце
- Ново јутро (шп. Nuevo amanecer)
- Олуја
- Олуја
- Опијени љубављу (шп. Destilando amor)
- Пепељуга (шп. Muchacha italiana viene a casarse)
- Перегрина (шп. Peregrina)
- Поново заљубљени
- Понор љубави
- Права љубав
- Право на љубав
- Пријатељи и супарници (шп. Amigas y rivales)
- Проклета лепота (шп. Al diablo con los guapos)
- Росалинда (шп. Rosalinda)
- Руби
- Ружна Лети (шп. La fea más bella)
- С оне стране моста (шп. Más allá del puente)
- Саломе (шп. Salomé)
- Себичне мајке (шп. Madres egoístas)
- Сестре (шп. Cuando me enamoro)
- Сломљено срце
- Снага љубави
- Срце у пламену (шп. Mujer de madera)
- Стазе љубави
- Страсти
- Тајна љубав
- Тереза (шп. Teresa)
- Ти си моја судбина (шп. Mi destino eres tú)
- Три жене (шп. Tres mujeres)
- Тријумф љубави
- У име љубави
- Украдена љубав
- Упркос свему (шп. Contra viento y marea)

### (САД):
- 
- Алисија (шп. La viuda de Blanco, 1996)
- Викторија (шп. Victoria)
- Доња Барбара (шп. Doña Bárbara)
- Жена у огледалу (шп. La mujer en el espejo)
- Живот без стида (шп. Sin vergüenza)
- Забрањена љубав
- Зоро
- Издаја (шп. La traición)
- Краљица југа (шп. La reina del sur)
- Лола
- Љубав на продају (шп. Amores de mercado/Amores)
- Љубавна прича
- Марија Бонита (шп. María Bonita)
- Наследници (шп. Los herederos del Monte)
- Олуја страсти
- Пламен љубави
- Повратак у живот
- Пустињски љубавници (шп. Amantes del desierto)
- Скривене страсти
- Софија (шп. Sofía, dame tiempo)
- Спонзоруше (шп. Sin senos no hay paraíso)
- Сузе и љубав
- Цена среће (шп. Niños ricos, pobres padres)

- 
- Анали (шп. El rostro de Analía)
- Анђео освете (шп. Santa diabla)
- Аурора (шп. Aurora)
- Бела удовица (шп. La viuda de Blanco, 2006)
- Валерија (шп. Tierra de pasiones)
- Дама и радник (шп. Dama y obrero)
- Друга страна љубави
- Еленин дух (шп. El fantasma de Elena)
- Забрањена страст (шп. Pasión prohibida)
- Заточеница љубави
- Љубав и грех (шп. Pecados ajenos)
- Моје срце куца за Лолу (шп. Mi corazón insiste... en Lola Volcán)
- Неко те посматра (шп. Alguien te mira)
- Опасне игре (шп. Perro amor)
- Пали анђео
- Слатка тајна (шп. Dame chocolate)
- Собарица и сенатор (шп. Una maid en Manhattan)
- Тајне и лажи (шп. El juramento)
- Фатална љубав

- 
- Варалица (шп. La impostora)
- Газдарица (шп. La patrona)
- Данијела (шп. Daniela)
- Крадљивац срца (шп. Ladrón de corazones)
- Марина (шп. Marina)
- Освета (шп. Los Plateados)
- Ружичасти дијамант (шп. Rosa diamante)
- Сломљено срце
- Циганке (шп. Gitanas)

- 
- Семе страсти

### (Аргентина):
- Бунтовници
- Јаго, љубимац жена (шп. Yago, pasión morena)
- Јача од судбине (шп. Resistiré)
- Монтекристо (шп. Montecristo)
- Повратак Лукаса
- Профа (шп. Franco Buenaventura, el profe)

### (Венецуела):
- Близанци (шп. Geminis)
- Ева Луна (шп. Eva Luna)
- Жена мог живота (шп. La mujer de mi vida)
- Никада не реци збогом (шп. Nunca te diré adiós)
- Саманта (шп. Samantha)
- Срце на длану (шп. Amor del bueno)
- Украдена срећа (шп. Acorralada)